# أل هنت
أل هنت (بالإنجليزية: Al Hunt) هو مذيع أخبار وصحفي أمريكي، ولد في 4 ديسمبر 1942 في شارلوتسفيل في الولايات المتحدة.

## وصلات خارجية
- أل هنت على موقع IMDb (الإنجليزية)
- أل هنت على موقع إن إن دي بي (الإنجليزية)